# 緑豆椪

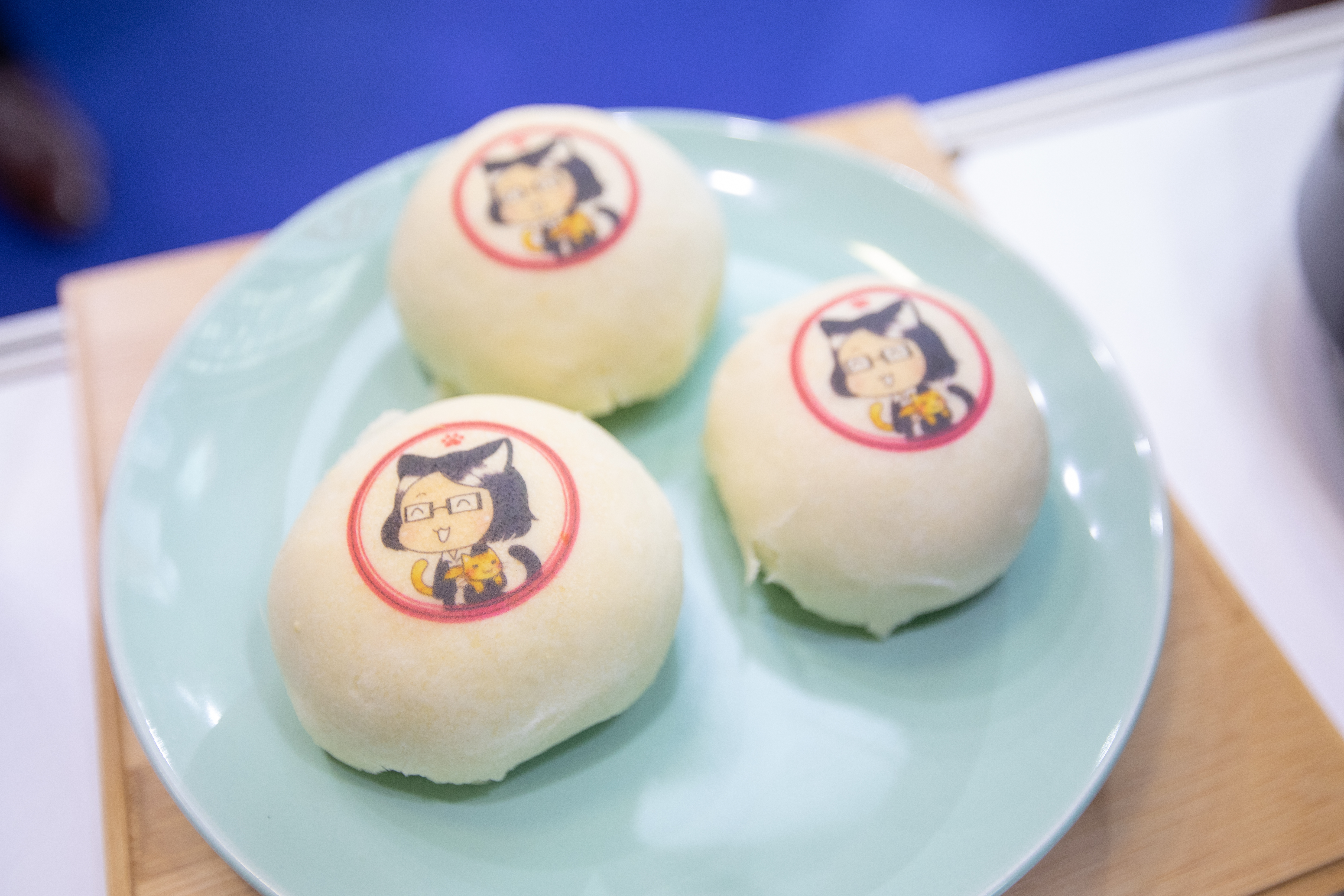
元総統蔡英文をモチーフにしたキャラ付きの緑豆椪

緑豆椪（リュイドーポン、台湾語：li̍k-tāu-phòng）とは、台湾菓子の1つで、「月餅」に分類される台湾独自のスイーツである。中国の月餅とは異なり、台湾の緑豆椪は内餡が甘く煮た緑豆をラードや赤玉ねぎで包み、焼き上げたものである。

## 概要
緑豆椪の皮は、バター入り小麦粉・もち粉を使った生地で作り、西洋のパイのように何層にも焼かれている。時には少量の豚肉が加えられることもある。近年、健康志向が高まったため、バターや豚肉・ラードなどの動物性の原料を一切使わず、純粋に緑豆餡のみを使用したバージョンも販売されている。
餅窟（もちの洞窟）とも呼ばれる台中市の豊原区に起源を持つ。台湾の日本統治時代に日本の製菓文化が伝わり、豊原の地元の菓子業者たちは、そのとき和菓子の技術をどんどん学んだいた。販売促進のため、または日本人の好みに合わせて、菓子業者は従来の中華菓子に中国人が好まない甘さの強い餡料を多く使い、お菓子のサイズも和菓子のように小さくして、デザート感を強めていた。豊原の地元の菓子店では、いくつかの菓子を開発し、その中には、緑豆餡を使った小さな月餅も発明され、「葫蘆墩餅」と呼ばれた。しかし、漢字があまりにも難しいため、間もなく日本人にも見やすい「緑豆椪」という表記に変更された。こうして、産地である台中豊原は「台湾の餅窟」と呼ばれるようになった。
日本統治時代をへても、緑豆椪は手のひらサイズのままであったが、1980年代初頭から、従来の中国風の月餅の半分や1/4程度の大きさのものが民間で発明されていた。業者が豚油を使わず、代わりに西洋のバターや生クリームをたっぷり緑豆餡に加え、現代風の緑豆椪が登場した。これが非常の美味しさで、台湾で大人気を博し、現在台湾で販売されている緑豆椪の大半は、この西洋の影響を受けたものである。